# مجتمع موتورهای تیغ‌آب
مجتمع موتورهای تیغ‌آب یک منطقهٔ مسکونی در ایران است که در دهستان کارواندر واقع شده‌است. مجتمع موتورهای تیغ‌آب ۱۶۱ نفر جمعیت دارد.